# Уральский государственный лесотехнический университет
Уральский государственный лесотехнический университет (УГЛТУ) — высшее учебное заведение в Екатеринбурге. Единственный вуз лесотехнического профиля в урало-сибирском регионе.

## История
Уральский государственный лесотехнический университет (УГЛТУ) — государственное высшее учебное заведение, расположенное в Екатеринбурге. Он был основан в 1930 году на базе лесотехнического факультета Уральского политехнического института. Датой основания считается 5 мая 1930 года (приказ ВСНХ СССР). В 199З году — переименован в Уральскую государственную лесотехническую академию, а в 2001 — в Университет.
За свою историю ВУЗ подготовил свыше 56 000 специалистов. За заслуги в научной и учебной работе, в организации труда, быта и отдыха студентов в 1978 году ВУЗу было присвоено почетное звание имени Ленинского Комсомола, а в 1980 году он был награждён орденом Трудового Красного Знамени.
Университет ведет обучение более 8000 студентов (из них 3500 по очной форме) по 28 направлениям.. Университет имеет свой технопарк, автошколу, санаторий-профилакторий.

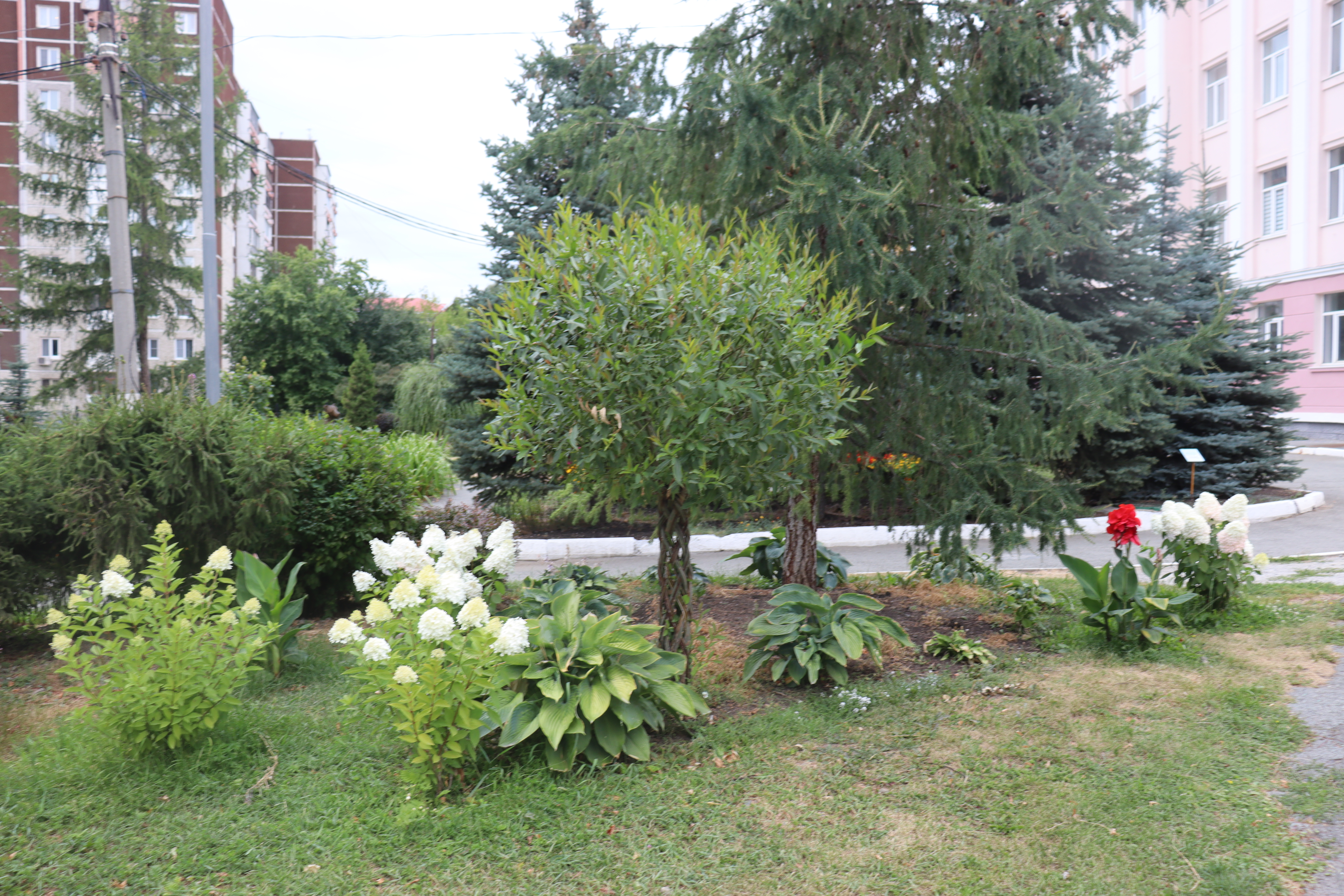
Парк с цветами Уральского лесотехнического университета

## Университетский кампус

### Главное здание УЛК № 1 (ГУК)
Центральная часть имеет 4 этажа. Здесь размещены ректорат и общеуниверситетские службы и организации, бухгалтерия, общий отдел, отдел кадров, деканат ИЭУ, Деканат МТД, Деканат ЗФ, Деканат ГФ, деканат ДиДО, приемная комиссия, профком студентов, буфет, ксерокс, автомат с кофе, банкомат.

### Студенческий городок им. Серова
Компактно расположенный комплекс с широко развитой инфраструктурой со всем необходимым для проживания и отдыха студентов. На территории студгородка расположены: 8 общежитий, 7 учебных корпусов, санаторий-профилакторий, Дворец спорта, столовая, кафе, магазины, автостоянки. Вся территория студгородка охраняется дежурной службой

## Факультеты, кафедры и институты

### Институт леса и природопользования
Институт был создан 12.08.1941 г. как лесохозяйственный факультет (ЛХФ) Уральского лесотехнического института. Приказом ректора № 56 от 01.04.13 лесохозяйственный факультет преобразован в институт леса и природопользования.
- Кафедра лесной таксации и лесоустройства
- Кафедра экологии, природопользования и защиты леса
- Кафедра лесных культур и биофизики
- Кафедра лесоводства (основана в 1941 г.[7])
- Кафедра ландшафтного строительства
- Кафедра землеустройства и кадастров

### Институт лесопромышленного бизнеса и дорожного строительства (ИЛБИДС)
Институт образован приказом ректора № 56-А от 01.04.13 путем слияния Лесоинженерного факультета (ЛИФ) и факультета Механической технологии древесины (МТД)
- Кафедра автоматизации производственных процессов (АПП) (основана в 1969 г.[9])
- Кафедра транспорта и дорожного строительства (Т и ДС) (Основана в 1932 г.[10])
- Кафедра Технологии и оборудования лесопромышленного производства (Т и ОЛП) (Основана в 1932 г. как кафедра механизации лесозаготовок.[11])
- Кафедра механической обработки древесины (МОД)
- Кафедра технической механики и оборудования целлюлозно-бумажных производств (ТМ и ОЦБП)
- Кафедра инновационных технологий и оборудования деревообработки (ИТОД)
- Кафедра менеджмента и управление качеством (МиУК)
- Кафедра охраны труда (ОТ)

### Институт автомобильного транспорта и технологических систем (ИАТТС)
Институт был создан в 1954 году как Лесомеханический факультет (ЛМФ), был реорганизован в институт приказом ректора № 47-А от 20.02.2012 г.
- Кафедра технологии металлов (основана в 1952 г.[13])
- Кафедра автомобильного транспорта (основана в 1936.[14])
- Кафедра автомобилестроения (основана в 1931.[15])
- Кафедра сервиса и эксплуатации транспортных и технологических машин (основана в 1982 г.[7])
- Кафедра энергетики (Основана в 1932 г.[16])
- Кафедра физики (основана в 1935 г.[17])

### Химико-технологический институт (ХТИ)
Институт был создан в мае 1930 года как Химико-технологический факультет Уральского лесотехнического института, который в 1997 году был переименован в Инженерно-экологический факультет. Приказом ректора № 139-А от 05.07.2013 г. Инженерно-экологический факультет был преобразован в Институт химической переработки растительного сырья и промышленной экологии.
- Кафедра технологии целлюлозно-бумажных производств и переработки полимеров
- Кафедра химической технологии древесины, биотехнологии и наноматериалов
- Кафедра физико-химической технологии защиты биосферы (основана 1976 г.[19])
- Кафедра химии (основана в 1935 г.[20])

### Институт экономики и управления
- Кафедра экономики лесного бизнеса
- Кафедра менеджмента и управления качеством
- Кафедра бухгалтерского учёта, анализа и экономической безопасности
- Кафедра информационных технологий и моделирования
- Кафедра экономики транспорта и логистики
- Кафедра высшей математики

### Факультет туризма и сервиса
- Кафедра социально-культурных технологий (СКТ)
- Кафедра истории и экономической теории (ИиЭТ)
- Кафедра философии
- Кафедра физического воспитания и спорта (ФВиС)
- Кафедра иностранных языков (ИЯ)

### Уральский лесотехнический колледж
- Воспроизводство и переработка лесных ресурсов
- Транспортные средства
- Экономика и управление
- Геодезия и землеустройство

### Институт профессионального образования
- Комплексное обучение
- Дистанционное обучение
- Автомобильный транспорт
- Промышленная безопасность, электробезопасность, Ростехнадзор, Охрана труда
- (УКЦ) государственное и муниципальное управление и экономика
- Ресурсный центр подготовки кадров городского, жилищного и коммунального хозяйства
- Экологическая безопасность

### Уральский сад лечебных культур им. Л. И. Вигорова
Находится на территории кампуса УГЛТУ, основан профессором Л. И. Вигоровым в 1950 году. Площадь 12,06 га. В саду было отселектировано и изучено более 1200 видов, сортов, форм плодово-ягодных растений, из которых под руководством проф. Л. И. Вигорова идентифицировано более 40 биологически активных соединений в эффективных количествах для организма человека. В настоящее время коллекционный фонд интродуцированных древесных растений в УСЛК представлен 566 видами, сортами, формами 67 родов и 28 семейств.

### Заочный факультет
Факультет был создан Приказом Министерства высшего и среднего специального образования РСФСР № 551-А от 30.07.1956.

## Представительства в городах
- Чебаркуль (Челябинская обл.)

В состав университета входит Уральский учебно-опытный лесхоз с офисом в поселке Северка. Территория лесхоза — более 29 тыс. гектар рядом с городом Екатеринбургом.

## Ректоры
- 24.04.1930 — 01.10.1931 — Валентин Марцинкевич
- 01.10.1931 — ??.03.1933 — Алексей Круглов
- ??.03.1933 — ??.02.1935 — Кузнецов Андрей Платонович
- 1935, февраль—июнь — и. о. Шелепугин Ф. П.
- ??.06.1935 — 14.01.1937 — Филатов А. И.
- 14.01.1937 — 31.08.1937 — и. о. Калуцкий Фёдор Павлович
- 31.08.1937 — 14.10.1937 — Захаров Дмитрий Михайлович
- 14.10.1937 — 06.08.1940 — Баудер Николай Робертович
- 23.08.1940 — 22.07.1941 — Багров Пётр Григорьевич
- 22.07.1941 — 29.07.1941 — и. о. Корунов Михаил Михайлович
- 29.07.1941 — 12.08.1941 — и. о. Тихин Исаак Ильич
- 15.08.1941 — 20.08.1941 — и. о. Голиков Валентин Иванович
- 20.08.1941 — 25.08.1941 — и. о. Шутылев Алексей Николаевич
- 25.08.1941 — 07.10.1941 — и. о. Василий Козлов
- 07.10.1941 — 16.12.1941 — Волженкин Владимир Константинович
- 16.12.1941 — 27.04.1942 — и. о. Радько Филицата Васильевна
- 27.04.1943 — ??.12.1943 — Волженкин Владимир Константинович
- 07.03.1944 — 20.07.1948 — Печёнкин Василий Евдокимович
- 20.07.1948 — 01.06.1953 — Григорий Рыжков
- 22.06.1953 — 07.10.1957 — Мишин Анатолий Дмитриевич
- 07.10.1957 — 14.08.1962 — Григорий Рыжков
- 14.08.1962 — 04.09.1973 — Борис Красносёлов
- ??.09.1973 — ??.02.1974 — и. о. Удилов Виктор Иванович
- 22.02.1974 — 05.01.1982 — Евгений Казанцев
- 1982, январь—август — и. о. Уткин Геннадий Капитонович
- 25.08.1982 — 01.05.1991 — Николай Луганский
- 04.05.1991 — ??.06.2006 — Валентин Старжинский
- 29.06.2006 — ??.10.2011 — Василий Азаренок
- ??.10.2011 — ??.03.2019 — Андрей Мехренцев
- ??.03.2019—н.в. — Евгений Платонов